# Charles du Bois
Charles du Bois oder Charles Dubois (* 1658 in London; † 21. Oktober 1740) war ein englischer Kaufmann und Botaniker.

## Leben und Wirken
Du Bois wurde am 10. September 1658 in St Mary Aldermanbury in London getauft. Er war ein Sohn von John Dubois (1622–1684) und dessen Frau Anne Herle. Er wurde zum Textilhändler ausgebildet.
Nach dem Tod eines Halbbruders wurde er 1702 Schatzmeister der East India Company, eine Stellung, die er bis 1737 innehatte. Auf seinen Reisen stellte er ein umfangreiches Herbarium zusammen.
Er verwaltete daraufhin einen Garten in Mitcham. Er stand mit James Petiver, William Sherard und Hans Sloane in Kontakt.

## Ehrungen
Am 30. November 1700 wurde du Bois zum Mitglied („Fellow“) der Royal Society gewählt.
Nach ihm ist angeblich die Pflanzengattung Duboisia benannt.